# Phelsuma berghofi
Phelsuma berghofi is een hagedis die behoort tot de gekko's. Het is een van de soorten madagaskardaggekko's uit het geslacht Phelsuma.

## Naam en indeling
De wetenschappelijke naam van de soort werd voor het eerst voorgesteld door Jens Krüger in 1996. De soortaanduiding berghofi is een eerbetoon aan Hans-Peter Berghof, een Duitse expert op het gebied van de madagaskardaggekko's.

## Uiterlijke kenmerken
Phelsuma berghofi bereikt een kopromplengte tot 5,8 centimeter en een totale lichaamslengte inclusief staart tot 12 cm. De hagedis heeft een groene kleur en heeft een vage tekening zonder strepen. Het aantal schubbenrijen op het midden van het lichaam bedraagt 66 tot 68.

## Verspreiding en habitat
De soort komt voor in delen van Afrika en leeft endemisch in zuidoostelijk Madagaskar. De habitat bestaat uit vochtige tropische en subtropische laaglandbossen, vochtige savannen en graslanden. Ook in door de mens aangepaste streken zoals plantages en aangetaste bossen kan de hagedis worden gevonden. De soort is aangetroffen van zeeniveau tot op een hoogte van ongeveer 50 meter boven zeeniveau.

## Beschermingsstatus
Door de internationale natuurbeschermingsorganisatie IUCN is de beschermingsstatus 'veilig' toegewezen (Least Concern of LC).